# Dizionario di rima
Nella lingua cinese, un dizionario di rima o libro di rime (tradotto dal cinese 韻書/韵书 pinyin: yùnshū) è un antico tipo di dizionario usato per comporre poesia o altri generi che richiedono rime. Esso raccoglie i caratteri cinesi secondo la rima ed il tono, anziché in base al radicale. Tuttavia, un dizionario cinese raccolto per rima e tono non è necessariamente un dizionario di rima. Inoltre, un dizionario di rima non deve essere confuso con una tavola di rima, che schematizza le sillabe secondo l'attacco e il grado della rima, oltre che secondo la rima e il tono.

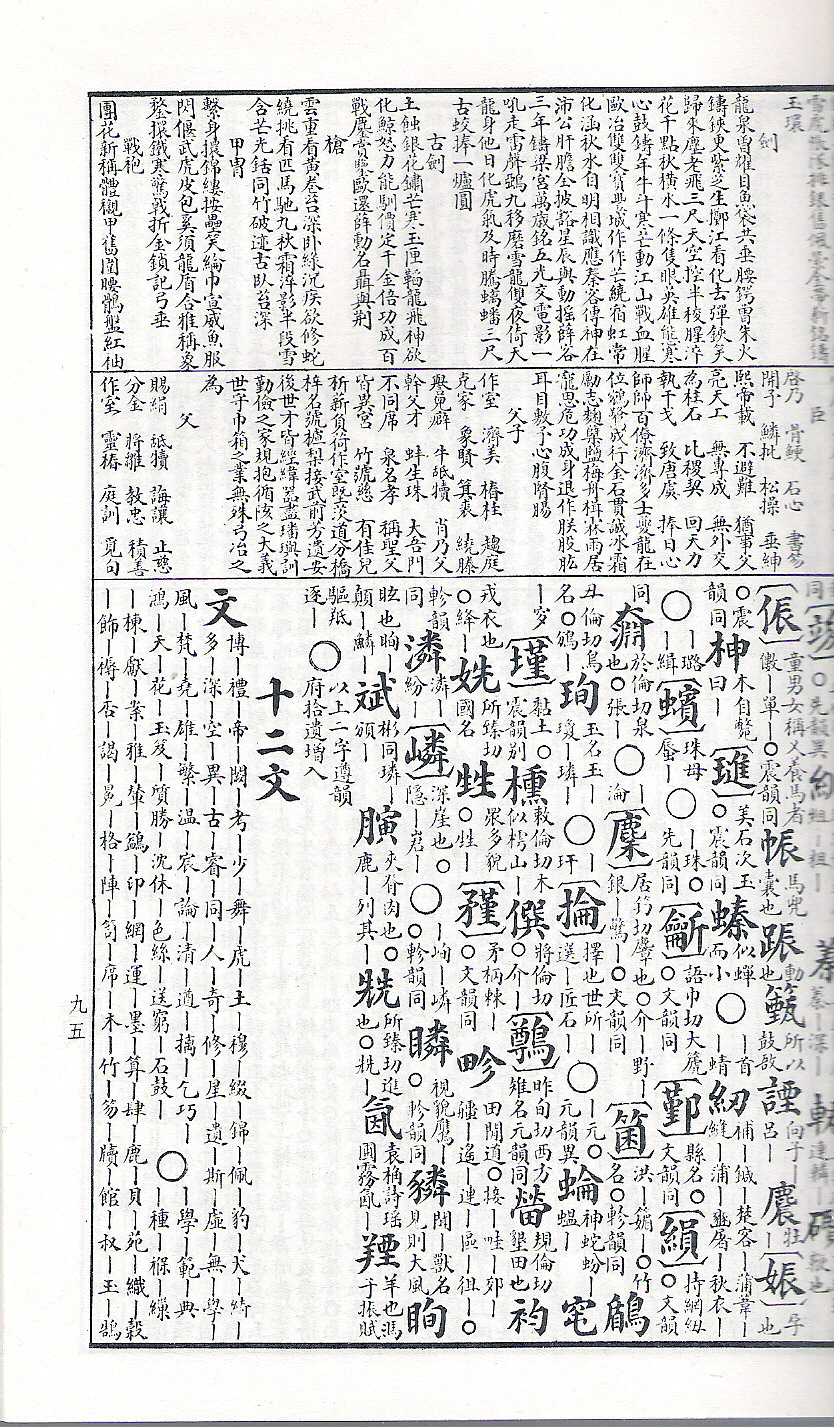
Una pagina tratta dallo Shiyun Hebi (詩韻合璧), un dizionario di rima della Dinastia Qing

Fonti storiche suggeriscono che il più antico dizionario di rima cinese fosse quello chiamato Shenglei (聲類 lett. "tipi di suoni") di Li Deng (李登) del periodo dei Tre Regni, opera andata perduta. Il primo dizionario di rima esistente è il Qieyun della Dinastia Sui. I più tardi Guangyun e Jiyun sono basati sul Qieyun e riflettono la fonologia del cinese medio.
In un dizionario di rima, i caratteri sono divisi anzitutto in quattro gruppi secondo i loro nomi tonali. Tradizionalmente il gruppo del "tono di livello" (平聲) occupa due juan (卷 "fascicoli", "rotolo" o "volume") in quanto contiene altri caratteri. All'interno di ciascuno dei quattro gruppi tonali, i caratteri sono ulteriormente suddivisi in quattro diversi sottogruppi secondo le loro rime. Questi sottogruppi sono chiamati yun (韻) o yunmu (韻目 lett. "occhio della rima") o, meno frequentemente, yunbu (韻部 lett. "categoria della rima"). I caratteri all'interno di ogni yun hanno lo stesso tono e la rima simile. nel caso del Guangyun, la lieve differenza è dovuta alla presenza o assenza dello scivolamento semivocalico. Ad esempio, i caratteri dentro lo 東 yun hanno tutti il "tono di livello" e o la rima [uŋ] o la rima [juŋ].
Un dizionario di rima serve in primo luogo alla composizione di poesie (gli esami imperiali della Dinastia Tang prevedevano delle prove di composizione poetica). I versificatori fanno rimare una poesia secondo il libro di rime di riferimento (i caratteri all'interno dello stesso yun rimano tra loro), non secondo i suoni del proprio dialetto o quelli del "mandarino" parlato al loro tempo. Per molte generazioni di versificatori cinesi, l'opera di riferimento da consultare è stato il cosiddetto Pingshuiyun (平水韻) compilato per la prima volta durante la Dinastia Jīn, una versione semplificata del Guangyun che riduceva i 206 yun a 106, riflettendo le pronunce contemporanee.
Diversamente da un dizionario di rima occidentale, un dizionario di rima cinese fornisce anche significati ed altre informazioni lessicali, qualunque cosa cioè che possa aiutare a fare una poesia. La pronuncia in un dizionario di rima cinese è segnata dal fanqie.